# 桂幸丸
桂 幸丸（かつら ゆきまる、1954年12月23日 - ）は、福島県岩瀬郡岩瀬村出身、落語芸術協会所属の噺家。出囃子は『会津磐梯山』。本名：二瓶 眞一。

## 経歴
日本大学文理学部在学中の1974年6月、四代目桂米丸に入門。
1980年9月二つ目昇進。同時期、『ヤロメロワイド』『セクシー・オールナイト』（以上ラジオたんぱ）、『キャプテン加山のパノラマステーション』（ラジオ関東）、故郷では13年半続いた『サンデー8』（福島中央テレビ）などに出演。『セクシー―』では正体を隠し「Mr.X」のマイクネームを使っていた。また笑点若手大喜利でも活躍。
1990年5月、春風亭鯉昇と共に真打昇進。同年、女ばかりの三つ子の父になる。その後、『モーニングショー』（テレビ朝日）、『クイズ地球まるかじり』（テレビ東京）のリポーター、平成6年から『天までとどけ』（TBS）でパート3から8までの6年間出演し、人気を博す。
師匠譲りの新作落語に邁進。若手時代はインテリ風で現代的な持ち味だったが、近年では『常磐ハワイアンセンター物語』『野口英世伝』（『野口シカ物語』）『幸丸流智恵子抄』等、福島弁を交えた人情噺が持ちネタ。物真似や漫談、司会、レポーター等にも手堅い。
枕は「決して名前を音読みしないで下さい」。

## 出演
- 芸能きわみ堂「江戸の物売り大活躍！」（2024年6月14日、NHKEテレ）- ゲスト

## 弟子
太字は真打。
- 桂夏丸
- 桂翔丸 - 幸丸の再従兄弟にあたる。